# Hallenradsport-Weltmeisterschaften 2019
Die Hallenradsport-Weltmeisterschaften 2019 fanden vom 6. bis 8. Dezember statt. Offizieller Austragungsort war Basel, Schauplatz der Wettkämpfe im Radball und Kunstradfahren die St. Jakobshalle auf Gemeindegebiet von Münchenstein.

## Radball
Das Männer-Turnier umfasste zwei Gruppen: Gruppe A mit den sechs stärksten Nationen des Vorjahres und Gruppe B mit sieben weiteren Mannschaften.
In beiden Gruppen spielte zunächst jede Mannschaft gegen jede andere. Die fünf bestplatzierten Mannschaften der Gruppe A ermittelten anschließend in einem modifizierten K.-o.-System den Weltmeister. Der Tabellensechste der Gruppe A trat gegen den Sieger der Gruppe B um den Aufstieg respektive den Verbleib in der Gruppe A an.

### Männer Gruppe A
Vorrunde
| Rang | Team        | Deutschland | Osterreich | Schweiz | Tschechien | Belgien | Frankreich | S | U | N | Tore    | Punkte |
| ---- | ----------- | ----------- | ---------- | ------- | ---------- | ------- | ---------- | - | - | - | ------- | ------ |
| 1.   | Deutschland |             | 6:3        | 5:1     | 5:1        | 6:1     | 6:2        | 5 | 0 | 0 | 28 : 8  | 15     |
| 2.   | Österreich  | 3:6         |            | 7:1     | 4:2        | 13:0    | 4:2        | 4 | 0 | 1 | 31 : 11 | 12     |
| 3.   | Schweiz     | 1:5         | 1:7        |         | 6:4        | 3:3     | 4:0        | 2 | 1 | 2 | 15 : 19 | 7      |
| 4.   | Tschechien  | 1:5         | 2:4        | 4:6     |            | 8:3     | 3:3        | 1 | 1 | 3 | 18 : 21 | 4      |
| 5.   | Belgien     | 1:6         | 0:13       | 3:3     | 3:8        |         | 1:0        | 1 | 1 | 3 | 8 : 30  | 4      |
| 6.   | Frankreich  | 2:6         | 2:4        | 0:4     | 3:3        | 0:1     |            | 0 | 1 | 4 | 7 : 18  | 1      |

Finalrunde
|  | 2. Runde | 2. Runde   | 2. Runde |  |  | 3. Runde   | 3. Runde   | 3. Runde |  |  | Halbfinale | Halbfinale  | Halbfinale |  |                  | Finale           | Finale           | Finale |
|  |          |            |          |  |  |            |            |          |  |  |            |             |            |  |                  |                  |                  |        |
|  | Spiel 1  |            |          |  |  |            |            |          |  |  |            |             |            |  |                  |                  |                  |        |
|  | 2        | Österreich | 5        |  |  |            |            |          |  |  |            |             |            |  |                  |                  |                  |        |
|  | 5        | Belgien    | 2        |  |  |            |            |          |  |  |            |             |            |  |                  |                  |                  |        |
|  |          |            |          |  |  | Österreich | 5          |          |  |  |            |             |            |  |                  |                  |                  |        |
|  | Spiel 2  | Spiel 2    | Spiel 2  |  |  | Schweiz    | 3          |          |  |  |            |             |            |  |                  |                  |                  |        |
|  | 3        | Schweiz    | 4        |  |  |            |            |          |  |  |            |             |            |  |                  |                  |                  |        |
|  | 4        | Tschechien | 3        |  |  |            |            |          |  |  |            |             |            |  |                  | Österreich       | 8                |        |
|  |          |            |          |  |  |            |            |          |  |  |            |             |            |  |                  | Deutschland      | 6                |        |
|  |          |            |          |  |  | V1         | Belgien    | 1        |  |  |            |             |            |  |                  |                  |                  |        |
|  |          |            |          |  |  | V2         | Tschechien | 7        |  |  |            | Deutschland | 5          |  | Spiel um Platz 3 | Spiel um Platz 3 | Spiel um Platz 3 |        |
|  |          |            |          |  |  |            |            |          |  |  | 1          | Tschechien  | 1          |  |                  |                  | Schweiz          | 0      |
|  |          |            |          |  |  |            |            |          |  |  |            |             |            |  |                  |                  | Tschechien       | 6      |

Endstand
| Rang | Land        | Spieler           | Spieler          |
| ---- | ----------- | ----------------- | ---------------- |
| 1    | Österreich  | Patrick Schnetzer | Markus Bröll     |
| 2    | Deutschland | Bernd Mlady       | Gerhard Mlady    |
| 3    | Tschechien  | Jiří Hrdlička     | Pavel Loskot     |
| 4    | Schweiz     | Severin Waibel    | Benjamin Waibel  |
| 5    | Belgien     | Brecht Damen      | Niels Dirikx     |
| 6    | Frankreich  | Mathias Seyfried  | Quentin Seyfried |

### Männer Gruppe B
| Rang | Land          | Spieler               | Spieler             |
| ---- | ------------- | --------------------- | ------------------- |
| 1    | Liechtenstein | Markus Schönenberger  | Lukas Schönenberger |
| 2    | Japan         | Riku Akatsu           | Ko Matsuda          |
| 3    | Hongkong      | Mak Wing Sun          | Jacky Chi Chun To   |
| 4    | Ungarn        | Vilmos Toma           | Tamás Arendás       |
| 5    | Armenien      | Arnak Mkhitaryan      | Artak Voskanyan     |
| 6    | Malaysia      | Mohamad Zikri Dahalan | Senin Zulkifli      |
| 7    | Kanada        | Patrice Lavoie        | Benoît Fisch        |

### Relegation
Liechtenstein trat als Sieger der Gruppe B im Relegationsspiel gegen das Team aus Frankreich, den Tabellensechsten der Gruppe A, um den Aufstieg respektive den Verbleib in der Gruppe A an.
 Frankreich 6 – 3  Liechtenstein

## Kunstradfahren
Das Wettbewerbsprogramm blieb im Vergleich zu den Vorjahren unverändert. Es wurden Wettkämpfe im Einer- und Zweier-Kunstradfahren der Frauen, im Einer-Kunstradfahren der Männer und im Zweier- und Vierer-Kunstradfahren der offenen Klasse durchgeführt.
Jeder Teilnehmer bzw. jedes Team hatte eine Kür zu fahren. Diese beinhaltete verschiedene Elemente mit unterschiedlicher Schwierigkeitsstufe, die mit der Grundpunktzahl addiert als Basis für die Bewertung dienten (eingereichte Punkte). Das Endresultat ergab sich nach Abzug der Fehlerpunkte (ausgefahrene Punkte). Die vier Besten qualifizierten sich für das Finale, in dem die Medaillen ausgefahren wurden.

### Einer Frauen
Insgesamt nahmen an diesem Wettkampf 27 Athletinnen aus 18 Nationen teil.
- Lynn Michelle Bestler
- Tatika Bovendaerde
- Viola Brand
- Laura Bruder
- Tamaris Franke Fontinha
- Alexandra Georgiadis
- Ho I Teng
- Zsófia Hugyecz
- Su Ilayda
- Nazuki Kondo
- Yukino Kunihisa
- Jana Latzer
- Jeannette Lyonnet
- Adéla Přibylová
- Dóra Rákócza
- Alice Rieb
- Alexandra Sági
- Saskia Schäffler
- Lorena Schneider
- Brenda Schrooten
- Jennifer Schrooten
- Milena Slupina
- So Cheuk Lam
- Panna Zan-Fabian
- Natália Žibrita
- Giuliana Zübner
- Isabella Zübner

Folgende vier Fahrerinnen erreichten das Finale:
| Rang | Land        | Fahrerin         | einger. | ausgef. |
| ---- | ----------- | ---------------- | ------- | ------- |
| 1    | Deutschland | Milena Slupina   | 197,50  | 189,73  |
| 2    | Deutschland | Viola Brand      | 195,40  | 185,14  |
| 3    | Österreich  | Lorena Schneider | 181,00  | 171,72  |
| 4    | Italien     | Isabella Zübner  | 151,10  | 135,08  |

### Einer Männer
Es nahmen 20 Sportler aus 12 Nationen teil.
- Lukas Burri
- Chan Lat Tin
- Chan Yat Nam
- Chin To Wong
- Gauthier Fournier
- Jann Frei
- Daniel Andrés Hecktor
- Sebastian Hey
- Mohammad Iezuan Jamian
- Marcel Jüngling
- Lukas Kohl
- Martin Kouřil
- Jakub Mašek
- Yoshimasa Nakagawa
- Oscar Petrou
- Marcel Schnetzer
- Christopher Schobel
- Martin Schön
- Kosuke Shibayama
- Csaba Varga

Folgende vier Fahrer erreichten das Finale:
| Rang | Land        | Fahrer          | einger. | ausgef. |
| ---- | ----------- | --------------- | ------- | ------- |
| 1    | Deutschland | Lukas Kohl      | 211,60  | 208,89  |
| 2    | Deutschland | Marcel Jüngling | 198,60  | 192,98  |
| 3    | Hongkong    | Chin To Wong    | 189,80  | 176,22  |
| 4    | Ungarn      | Martin Schön    | 180,00  | 160,79  |

### Zweier Frauen
Am Wettkampf nahmen 12 Teams aus sieben Nationen teil. Folgende vier Paare erreichten das Finale:
| Rang | Land        | Fahrerin 1         | Fahrerin 2            | einger. | ausgef. |
| ---- | ----------- | ------------------ | --------------------- | ------- | ------- |
| 1    | Deutschland | Lena Bringsken     | Lisa Bringsken        | 150,50  | 142,64  |
| 2    | Deutschland | Caroline Wurth     | Sophie-Marie Nattmann | 152,50  | 149,43  |
| 3    | Österreich  | Rosa Kopf          | Svenja Bachmann       | 129,70  | 125,53  |
| 4    | Schweiz     | Nadine Zuberbühler | Jeannine Graf         | 119,60  | 113,09  |

### Zweier offen
Am Start waren sieben Paare aus Deutschland, der Schweiz, Österreich, Hongkong, Tschechien und der Ukraine. Folgende vier erreichten das Finale:
| Rang | Land        | Fahrer 1         | Fahrer 2               | einger. | ausgef. |
| ---- | ----------- | ---------------- | ---------------------- | ------- | ------- |
| 1    | Deutschland | Serafin Schefold | Max Hanselmann         | 170,10  | 168,25  |
| 2    | Deutschland | André Bugner     | Benedikt Bugner        | 166,00  | 164,05  |
| 3    | Schweiz     | Lukas Burri      | Fabienne Hammerschmidt | 166,20  | 148,20  |
| 4    | Österreich  | Marcel Schnetzer | Katharina Kühne        | 153,00  | 136,14  |

### Vierer
Das Teilnehmerfeld bestand aus vier Teams, so dass keine Final-Qualifikation erforderlich war. Deutschland war mit dem VfH Worms vertreten, die Schweiz durch die Mannschaft von ATB Baar, Österreich durch den RC Mazda Hagspiel Höchst.
| Rang | Land        | Fahrer(innen)                                           | einger. | ausgef. |
| ---- | ----------- | ------------------------------------------------------- | ------- | ------- |
| 1    | Schweiz     | Elena Fischer Saskia Grob Vanessa Hotz Stefanie Moos    | 237,10  | 214,23  |
| 2    | Deutschland | Sabrina Born Nora Erbenich Annika Furch Hannah Rohrwick | 230,40  | 192,23  |
| 3    | Österreich  | Leonie Huber Lea Schneider Lukas Schneider Julia Wetzel | 205,30  | 184,55  |
| 4    | Hongkong    | Ho Dong Qing Lam Cheuk Yu So Cheuk Lam Wong Cheuk Sze   | 098,90  | 068,11  |

## Medaillenspiegel
| Platz  | Land        | Gold | Silber | Bronze | Gesamt |
| ------ | ----------- | ---- | ------ | ------ | ------ |
| 1      | Deutschland | 4    | 6      | 0      | 10     |
| 2      | Österreich  | 1    | 0      | 3      | 4      |
| 3      | Schweiz     | 1    | 0      | 1      | 2      |
| 4      | Hongkong    | 0    | 0      | 1      | 1      |
| 4      | Tschechien  | 0    | 0      | 1      | 1      |
| Gesamt | Gesamt      | 6    | 6      | 6      | 18     |